# Martigny
Martigny (französisch [maʀtiɲi], im frankoprovenzalischen Ortsdialekt [martiɲˈəː], [a martəɲˈi], deutsch Martinach) ist eine Munizipalgemeinde, eine Burgergemeinde mit einem Burgerrat und Hauptort des gleichnamigen Bezirkes im Schweizer Kanton Wallis. Der deutsche Name Martinach ist im Oberwallis und bei den kantonalen Behörden gebräuchlich.

## Geographie
Die Stadt Martigny liegt im französischsprachigen Unterwallis in der Rhoneebene und am Unterlauf der Dranse, die  nördlich der Stadt in die Rhone mündet. Das Stadtgebiet ist im Südosten vom Mont Chemin und im Westen von den steilen Hängen des Mont d’Ottan unterhalb des Roc Blanc begrenzt. Im Norden folgt die Gemeindegrenze dem Flussbett, das beim «Rhoneknie» an der rechten Talseite dem Bergmassiv des Sé Carro entlang verläuft. Talabwärts umfasst das Gebiet vom Martigny die Ebene bis zum Seitenfluss Trient.
Die Gemeinde besteht aus den Ortsteilen:
- Martigny-Ville (475 m ü. M.), im Talgrund
- Martigny-Bourg (486 m ü. M.), am Eingang ins Val de Bagnes
- La Bâtiaz, auf der linken Seite der Dranse unterhalb der Burg La Bâtiaz
- Charrat, einer Ortschaft fünf Kilometer nordöstlich der Stadtsiedlung, die sich 1836 von der Gemeinde Martigny trennte und 2001 wieder mit dieser fusionierte.

Martigny-Combe, am linken Ufer der Dranse gelegen, spaltete sich 1841 ebenfalls von der Stadt Martigny ab und bildet seither eine eigene Munizipalgemeinde. In dieser Nachbargemeinde liegen der grösste Teil des Rebbergs von Martigny und die Alpweiden Bovine und Arpille.
Am Nordfuss des Mont Chemin verläuft ein Bewässerungskanal auf die Feldflur nordöstlich der Stadt. Die einst sumpfige Rhoneebene wird mit einem System  von zahlreichen Kanälen entwässert. Im Hauptkanal Canal du Syndicat verläuft ein Abschnitt der Stadtgrenze zur Nachbargemeinde Fully. In der Nähe der Rhone sind einige Gebiet nicht entwässert und urbarisiert worden. Weiher und Feuchtgebiete sowie Baggerseen in ehemaligen Kiesgruben sind die einzigen grösseren Wasserflächen im Rhonetal zwischen den Naturschutzgebieten Poutafontana bei Siders und Les Grangettes am Genfersee. Das Naturschutzgebiet le Verney hat unter anderem eine Funktion als Rastplatz für Zugvögel.

Luftbild (1949)

## Geschichte
Der vicus Octodurus (oder Octodurum) wird erstmals in Julius Cäsars Bellum Gallicum im Zusammenhang mit der Schlacht von Octodurum 57 v. Chr. genannt («in vico Veragrorum, qui appellatur Octodurus»). 47 n. Chr., in römischer Zeit, hiess der Ort offiziell Forum Claudii Augusti oder Forum Claudii Vallensium, doch ist ab 280 wieder der ursprüngliche Name aus den Quellen bezeugt. Die erste Erwähnung des heutigen Namens Martigny datiert von 1058 («usque Martiniacum»).
Octodurus ist ein nicht sicher geklärter keltischer Name; möglicherweise bedeutet er «acht Tore». Forum Claudius Augusti/Vallensium erweist dem römischen Kaiser Claudius die Ehre, der das Gebiet des heutigen Wallis zur eigenen Provinz Vallis Poenina erhob. Der Namenwechsel von Octodurus auf Martiniacum wird mit der Aufgabe der antiken Stadt Ende des 4. Jahrhunderts und dem Umzug der Bevölkerung in eine jüngere Siedlung in der Nachbarschaft erklärt. Der neue Name geht auf den lateinischen Personennamen Martinius zurück, verbunden mit dem keltischen Suffix -akos, -acum und bedeutet «bei den Leuten des Martinus», verweist also auf einen Landbesitzer der Spätantike.
Vom späten 4. Jahrhundert bis 585 residierten die ersten Bischöfe des Wallis, die Vorgänger der Bischöfe von Sitten, in Octodurus. Die Überreste der ältesten Bischofskathedrale sind unter dem Fussboden der Stadtkirche konserviert. Im Mittelalter gehörte der Ort zur bischöflichen Kastlanei Martigny, die sich 1351 unter den Schutz des Hauses Savoyen stellte. Nachdem die sieben Oberwalliser Zehnden 1475 das Unterwallis erobert hatten, gliederten sie Martigny der Landvogtei Saint-Maurice ein. Dank Privilegien des Bischofs von Sitten und der Grafen von Savoyen konnten die Bürger ihre lokalen Behörden selbst wählen.
1800 durchquerte Napoleon Bonaparte mit der französischen Italienarmee die Stadt. 1840–1847 war der Ort Zentrum der Auseinandersetzungen zwischen den Liberalen und den Konservativen; erstere, die «Junge Schweiz», unterlag 1844 in der nahe Martigny geschlagenen Schlacht bei Trient. 
Am 28. Januar 1906 wurde auf Initiative von Ulrich Gailland eine Versammlung von etwa 70 Arbeitern und Angestellten einberufen, die einstimmig die erste eigentliche Vorläuferorganisation der Sozialdemokratischen Partei des Wallis gegründet. Im Oktober 1916 folgte die Gründung des Arbeitervereins Union ouvrière de Martigny.
Martigny war wegen der Umweltbelastung durch die Aluminium- und Magnesiumfabriken einer der Hauptbrennpunkte des «Fluorkriegs», in dem sich geschädigte Bauern nicht mehr mit den seit 1938 bezahlten Abfindungen zufriedengeben wollten, sondern die Einstellung der offenen Öfen verlangten. Martigny ist bis heute eine Bastion der Freisinnig-Demokratischen Partei bzw. der FDP.Die Liberalen im mehrheitlich konservativen Kanton Wallis.
Die heutige Munizipalgemeinde Martigny entstand im Rahmen mehrerer Abspaltungen und erneuter Fusionen. 1835 verselbständigte sich Martigny-Ville, 1836 Charrat, und 1841 folgten Martigny-Bourg sowie Martigny-Combe; von Letzterem trennten sich 1845 La Bâtiaz und 1899/1900 Trient. 1956 schlossen sich Martigny-Ville und La Bâtiaz zur neuen Munizipalgemeinde Martigny-Ville zusammen, und diese wiederum vereinigte sich 1964 mit Martigny-Bourg zur gegenwärtigen Munizipalgemeinde Martigny. 2021 schloss sich die Gemeinde Charrat mit Martigny zusammen.

## Bevölkerung
Die Einwohnerzahl von Martigny entwickelte sich seit 1850 wie folgt (für die Zeit vor 1956 bzw. 1964 werden die Zahlen der früheren Gemeinden Martigny-Ville, La Bâtiaz und Martigny-Bourg zusammengerechnet):
| Jahr      | 1850 | 1900 | 1950 | 1970   | 2000   | 2010   | 2012   | 2014   | 2016   | 2018   | 2020   | 2022   |
| --------- | ---- | ---- | ---- | ------ | ------ | ------ | ------ | ------ | ------ | ------ | ------ | ------ |
| Einwohner | 2545 | 3550 | 5915 | 10'478 | 14'361 | 16'143 | 16'897 | 17'342 | 17'998 | 18'309 | 18'291 | 20'974 |

Nach Angaben aus Meyers Konversationslexikon hatte Martigny la Ville um 1888 1'525, Martigny le Bourg 1'303 und Martigny-Combe 1'714 Einwohner.

## Politik

### Stadtparlament
Im Kanton Wallis haben – wie in andern Westschweizer Kantonen – die grösseren Gemeinden ein Gemeindeparlament, das Conseil général heisst, während kleinere Gemeinden eine Gemeindeversammlung kennen.
- Grüne: 8
- SP: 7
- CVP: 15
- FDP: 30

Der Generalrat (Conseil géneral) von Martigny besteht aus 60 Mitgliedern. Die Behörde wird traditionell von Vertretern der Freisinnigen Partei dominiert. In der aktuellen Legislatur hat sie jedoch keine absolute Mehrheit. Der Generalrat setzt sich in der Amtsperiode 2021 bis 2024 wie folgt zusammen:
- FDP.Die Liberalen: 30 Sitze
- Christlichdemokratische Volkspartei: 15 Sitze
- Grüne: 8 Sitze
- Sozialdemokratische Partei/Gauche Citoyenne: 7 Sitze

Im Jahr 2020 ist Jean-Pierre Terretaz Präsident des Conseil général von Martigny.

### Stadtregierung
Die Exekutive der Stadt Martigny, der Conseil municipal, besteht aus neun Mitgliedern. Die parteipolitische Zusammensetzung für die Legislaturperiode 2021–2024 ist folgendermassen: FDP 5, CVP 3, SP 1.
- SP: 1
- CVP: 3
- FDP: 5

Sitzverteilung in der Stadtregierung von Martigny

### Stadtpräsidium
- 1834–1837: Eugène Gay
- 1837–1841: Joseph-Samuel Cropt
- 1841–1843: Eugène Gay
- 1843–1848: Valentin Morand
- 1848–1850: Joseph Morand
- 1850–1853: Joseph-Antoine Vouilloz
- 1853–1858: Valentin Morand
- 1859–1860: Alexis Gay
- 1861–1864: Valentin Morand
- 1865–1868: Louis Closuit
- 1869–1874: Charles Morand
- 1875–1884: Alexis Gay
- 1885–1888: Joseph Pillet
- 1889–1900: Alphonse Orsat
- 1901–1905: Louis Cropt
- 1906–1918: Georges Morand
- 1918–1920: Denis Orsat
- 1921–1960: Marc Morand
- 1961–1976: Edouard Morand
- 1965–1976: Edouard Morand
- 1977–1984: Jean Bollin
- 1985–1998: Pascal Couchepin
- 1999–2003: Pierre Crittin
- 2004–2008: Olivier Dumas
- 2009–2016: Marc-Henri Favre
- seit 2017: Anne-Laure Couchepin Vouilloz

### Nationalratswahlen
Bei den Schweizer Parlamentswahlen 2023 betrugen die Wähleranteile in Martigny: FDP 27,35 % (−4,91), Die Mitte 20,03 % (−0,05), SP 18,4 % (+ 0,15), SVP 18,26 % (+5,58), Grüne 11,22 % (−1,26), PdA 2,70 % (+ 2,70), glp 2,01 % (+ 1,47).

## Wirtschaft
- Die Stadt Martigny ist ein regionales Zentrum für das Unterwallis mit zahlreichen Dienstleistungsbetrieben.
- Im weiten Gemeindegebiet liegen mehrere Landwirtschaftszonen. In der Rhonebene ist der Obstbau dominierend. Westlich der Stadt liegt ein Rebberg.
- Martigny besitzt grosse Waldflächen an den Berghängen im Süden und im Westen der Ebene.
- Jährlich findet in Martigny auf dem Messegelände im Südosten der Stadt die kantonale Publikumsmesse Foire du Valais statt.
- Martigny ist der Hauptsitz der Versicherungsgruppe Groupe Mutuel.
- Die familiengeführte Distillerie Morand produziert seit 1889 Spirituosen in Martigny, später wurde die Produktion von Sirup aufgenommen.
- In der Schwemmebene befinden sich Areale von Kiesgruben mit Baggerseen, die eine ökologische Bedeutung für die Fauna haben.

## Infrastruktur
Durch das Stadtgebiet führen die internationale Ölleitung Oléoduc du Rhône und mehrere Hochspannungsleitungen.
In der Rhoneebene stehen zwei Windkraftanlagen. 2008 wurde unterhalb des Mont d’Ottan eine Anlage mit einem hohen Turm und drei Rotorblättern errichtet, bei Martigny steht eine Anlage mit einem Darrieus-Rotor.
Bei La Bâtiaz befindet sich ein Wasserkraftwerk der Emosson-Kraftwerke.

## Verkehr

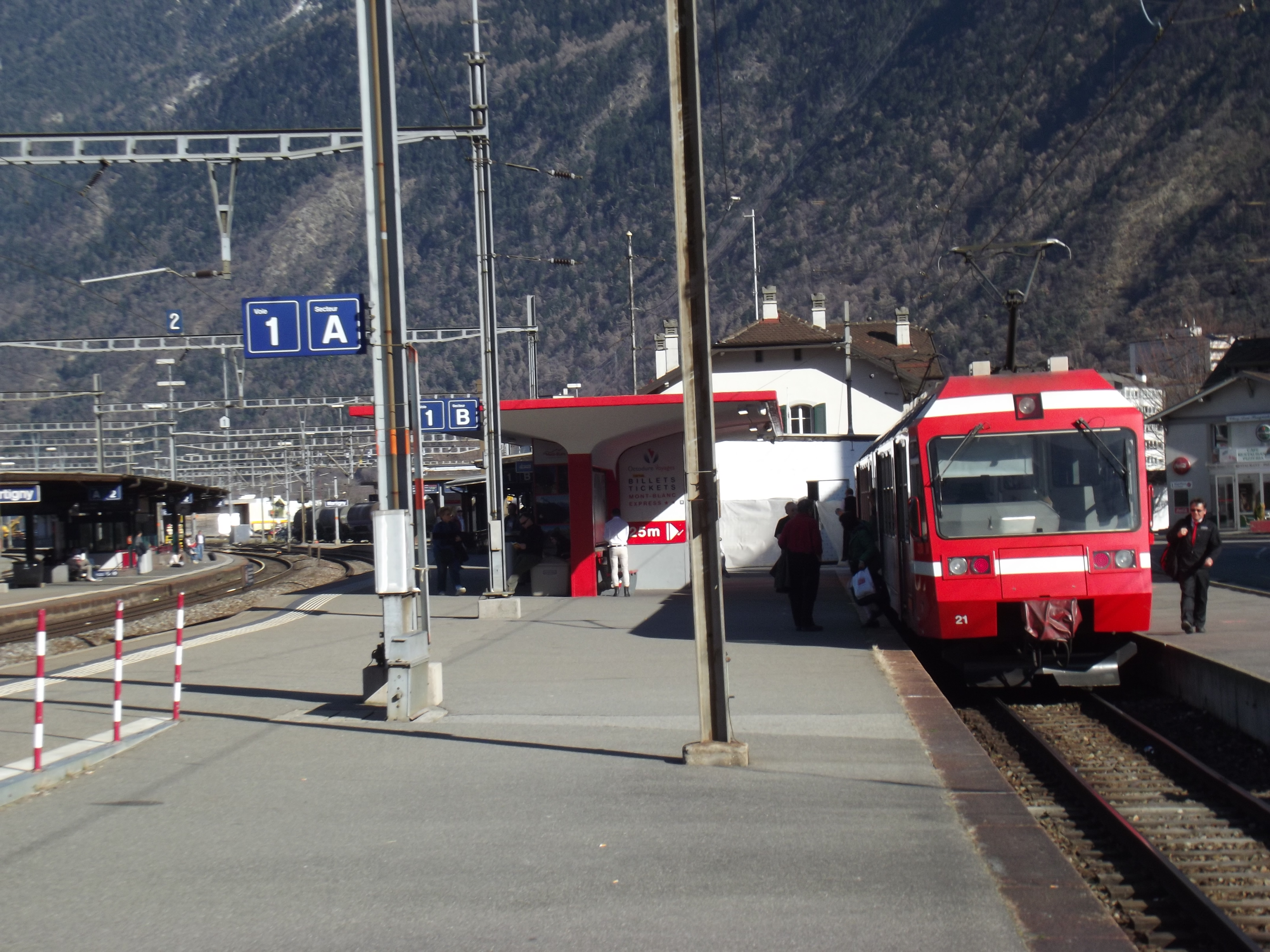
Gleis 1 Normalspur nach Saint-Maurice, rechts Meterspur nach Le Châtelard (2014)

Martigny ist ein Verkehrsknotenpunkt im Strassennetz und für die Eisenbahn. Von der Nationalstrasse A9 zweigt hier die Umfahrungsstrasse A21 nach Aosta (Italien, durch den Grosser-St.-Bernhard-Tunnel) und über den Col de la Forclaz nach Chamonix (Frankreich) ab.
Die Stadt befindet sich an der Eisenbahnlinie Lausanne–Brig (Simplonbahn). Die Transports de Martigny et Régions (TMR) betreiben Eisenbahnlinien nach Orsières, Le Châble und Le Châtelard (Richtung Chamonix, Frankreich).

### Öffentlicher Verkehr
In Martigny gibt es drei Stadtbus- und fünf Postauto-Linien.

Liniennetzplan Verkehrsbetriebe in Martigny

| Betreiber | Linie | Strecke                                                  | Haltestellen |
| --------- | ----- | -------------------------------------------------------- | ------------ |
| Stadtbus  | 201   | Martigny, gare – Martigny-Croix, Croisée                 | 9            |
| Stadtbus  | 202   | Martigny, gare – Martigny, Le Guercet                    | 6            |
| Stadtbus  | 203   | Martigny, Bassin du Manoir – Martigny, Grandes Maresches | 9/7          |
| Postauto  | 213   | Martigny, gare – Le Châtelard-Frontière                  | 34           |
| Postauto  | 214   | Martigny, gare – Ravoire, Le Feylet                      | 21           |
| Postauto  | 215   | Martigny, gare – Val de Bagnes, Col-des-Planches         | 17           |
| Postauto  | 220   | Martigny, gare – Evionnaz, Grande salle                  | 15           |
| Postauto  | 311   | Martigny, gare – Sitten, gare                            | 54           |

## Sehenswürdigkeiten
- Amphitheater von Martigny
- Burg La Bâtiaz

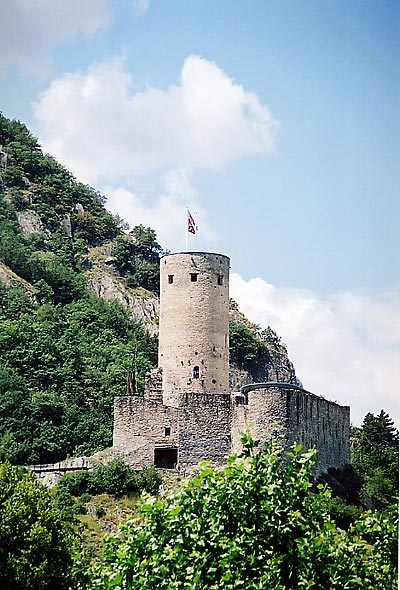
Château de la Bâtiaz

- Museen/Stiftungen (Fondations) Pierre Gianadda, Louis Moret, B. + S. Tissières, André Guex-Joris
- das Museum von Plan-Cerisier (Gemeinde Martigny-Combe)
- das Barryland – Bernhardinermuseum
- die Wassermühle Semblanet
- Altstadt von Martigny-Bourg
- Kirche Notre-Dame de la Visitation, mit Ruinen der antiken Kathedrale von Octodurus
- Kirche Saint-Michel
- Galerien
- Theater

## Bilder

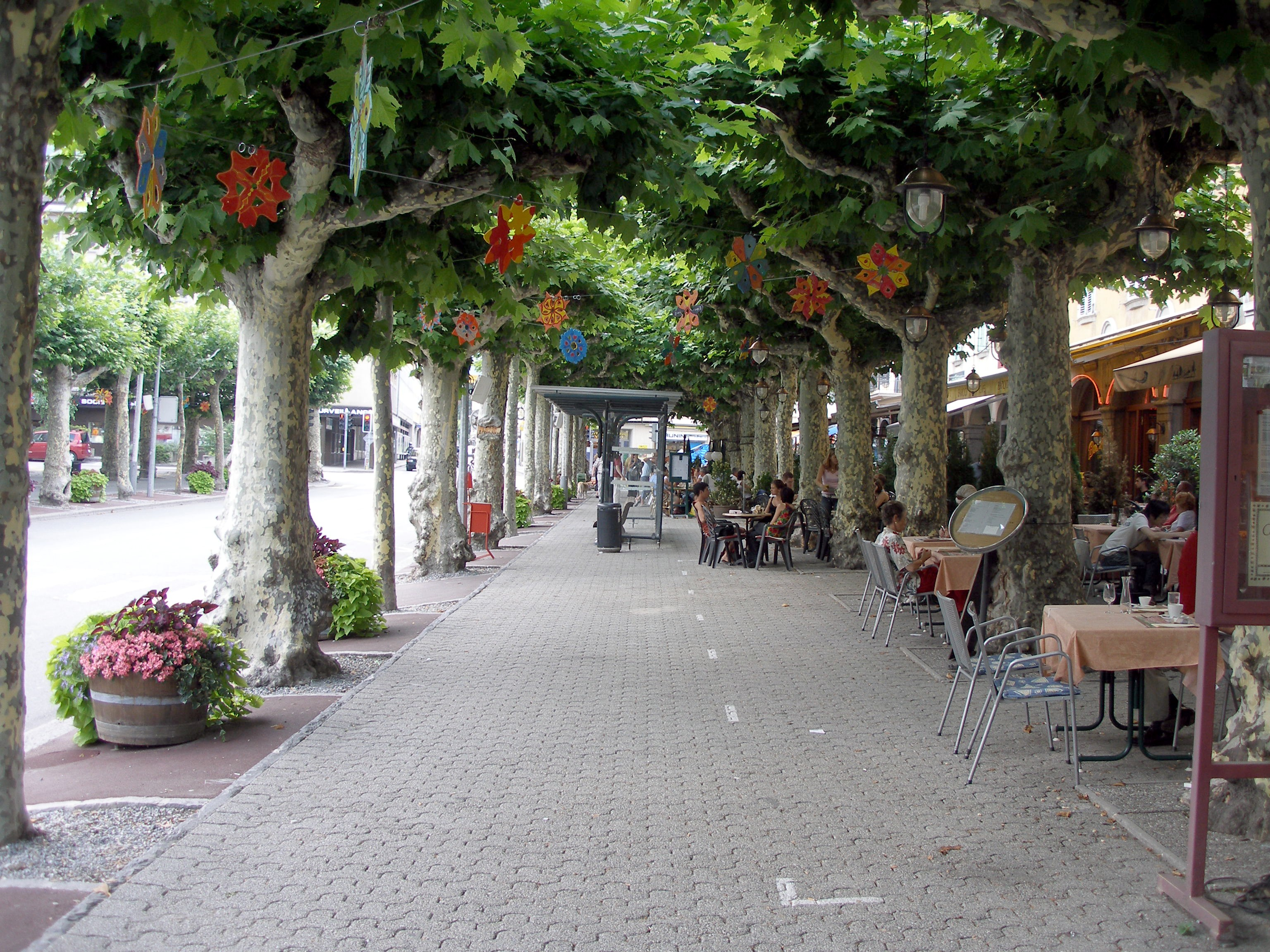
Laubengänge
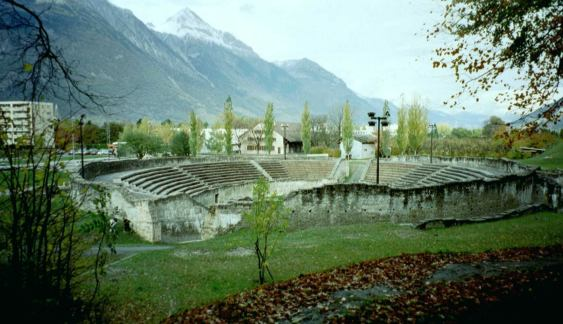
Amphitheater Martigny
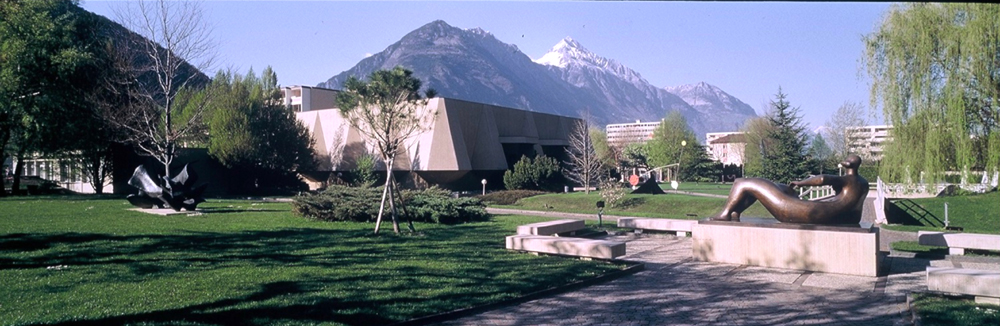
Die Gärten mit Statuen im Museum Pierre Gianadda

## Sonstiges
Am Ort gibt es einen Verein der Verkehrsfreunde, der zum Teil Original-Fahrzeuge von 1906 erhält und betreibt (Nostalgiefahrten auf der 1-Meter-Bahnstrecke, Strassenbahn).
Das im Kanton Luzern gelegene Sursee ist Freundschaftsstadt von Martigny.

## Persönlichkeiten
- Roger Chappot (1940–2020), französisch-schweizerischer Eishockeyspieler
- Christian Constantin (* 1957), Unternehmer und Architekt
- Anne-Laure Couchepin Vouilloz (* 1977), Stadtpräsidentin
- François Couchepin (1935–2023), Bundeskanzler
- Pascal Couchepin (* 1942), Bundesrat
- Cilette Cretton (* 1945), Politikerin
- Christophe Darbellay (* 1971), Politiker
- Michel Darbellay (1934–2014), Alpinist und Bergführer
- Yannick Délez (* 1972), Jazzmusiker
- Yannick Ecoeur (* 1981), Skibergsteiger
- Léonard Gianadda (1935–2023), Journalist, Bauingenieur und Mäzen
- Stéphane Lambiel (* 1985), Eiskunstläufer
- Roger Mabillard (1925–2004), Korpskommandant und Ausbildungschef der Schweizer Armee
- Marianne Maret (* 1958), Politikerin, Ständerätin
- Justin Murisier (* 1992), Skirennläufer
- Sébastien Reichenbach (* 1989), Radrennfahrer
- Pierre-Marie Taramarcaz (* 1968), Skibergsteiger
- Alfred Tissières (1917–2003), Biochemiker, Mediziner, Molekularbiologe und Genetiker
- Marie-France Vouilloz Burnier (* 1957), Historikerin
- Daniel Yule (* 1993), Skirennläufer